# Constance Faunt Le Roy Runcie
Constance Faunt Le Roy Runcie (o Fauntleroy) (Indianàpolis, Indiana, Estats Units d'Amèrica, 15 de gener de 1836 – Winnetka, Illinois, 17 de maig de 1911) fou una pianista, escriptora i compositora nord-americana.

## Biografia
Constance fou filla de Robert Henry Faunt Le Roy i neta del reformador industrial gal·lès Robert Owen. Després de la mort del seu pare l'estiu de 1849, Constance va estudiar composició i piano a Alemanya entre 1852 i 1861 i després va tornar a Indiana.
Es va casar amb el pastor protestant James Runcie i van tenir quatre fills. La parella vivia a St. Joseph, Missouri, on Constance Runcie va fundar un club de dones per promoure el desenvolupament cultural de la zona. Va fundar el primer club de dones dels EUA, el Minerva Club, el 20 de setembre de 1855 a New Harmony.
Va morir a un sanatori de la ciutat de Winnetka, Illinois.
La seva filla Ellinor Dale Runcie també va ser escriptora. Els seus articles es troben a la Missouri Western State University.

## Obres
Constance Runcie fou autora d'obres que inclouen contes, obres de teatre i composicions musicals. Les obres seleccionades inclouen:

### Literàries
- The Burning Question, no ficció
- Divinely Led, no ficció
- Woman, assaig
- The Bab, novel·la[2]

### Musicals
Va compondre per a orquestra, conjunt de cambra i diverses cançons. Les obres seleccionades inclouen:
- Hear Us, Oh, Hear Us
- Round the Throne
- Silence of the Sea
- Merry Life
- Tone Poems
- Take My Soul, Oh Lord
- I Never Told Him
- Dover of Peace
- I Hold My Heart So Still
- My Spirit Rests[1]